# Cereje
Cereje is een plaats (frazione) in de Italiaanse gemeente Trivero.
De plaats ontstond rond een kerk gewijd aan de Heilige Geest. Een eerste, bekende, vermelding van Cereje stamt uit 1606.

## Referentie
- Dit artikel of een eerdere versie ervan is een (gedeeltelijke) vertaling van het artikel Cereje op de Italiaanstalige Wikipedia, dat onder de licentie Creative Commons Naamsvermelding/Gelijk delen valt. Zie de bewerkingsgeschiedenis aldaar.